# ذا ديف ليبارد إي.بي.
ذا ديف ليبارد إي.بي. (بالإنجليزية: The Def Leppard E.P.)‏، هي اسطوانة الظهور الأول المطولة لفرقة الهارد روك البريطانية ديف ليبارد. سُجلت الاسطوانة المطولة في استوديوهات فيرفيو في هل في نوفمبر 1978 وكانت من إنتاج الفرقة. غلاف الاسطوانة المطولة هو محاكاة ساخرة للوحة صوت سيده (بالإنجليزية: His Master's Voice)‏، بفهد مرقط مكان كلب اللوحة، نيبر. أُصدر التسجيل لأول مرة بالرمز SRT CUS 232 وعلامة حمراء عبر شركة الفرقة بلادجن ريفولا.
تضمنت الألف نسخة الأولى مدخلات ورقية بكلمات الأغاني قام المغني جو إليوت بنسخها أثناء استراحة الغداء أثناء عمله. إضافة لذلك، قام هو ووالدته بإلصاق الألف كتف معاً. احتوت المدخلة مزدوجة الجوانب على كلمات الأغاني لكلٍ من «رايد إنتو ذا سان» و«غيتشا روكس أوف» على أحد الجانبين. كلمات الأغنية «ذا أوفرتشر» على الجانب الآخر إضافة إلى رسوم فردية لأعضاء الفرقة لديف جيفري. أضيفت أيضاً حقوق «رجل المكس السيد نيك كارترايت» للفرقة لأن اسمه لم يُذكر بالخطأ من حقوق الغلاف الخلفي لكتف الصورة.
بدون توني كيننغ، احتاجت الفرقة عازف طبول للجلسات، لذا استعير فرانك نون من فرقة ذا نيكست باند أثناء عطل نهاية الأسبوع. وفقاً لإليوت، كلفت تسجيل الاسطوانة المطولة £148.50، كان ذلك المبلغ قد استعاره من والده. وفر هذا مطبوعات أولية قدرها 1000 نسخة قد استعملتها الفرقة في تجربة حفلات موسيقية محاولة لفت الانتباه لها.
مع إصدارها في يناير 1979، بيعت الأغنية المنفردة ب£1 في العروض وسُلمت لأي شخص كان بمقدوره مساعدة الفرقة على الانكشاف. قفز إليوت على المنصة في جامعة شفيلد أثناء جلسة دي جي لجون بيل ليسلم بيده نسخة من الاسطوانة المطولة. التزم بيل بتشغيله للاسطوانة أثناء برنامجه الإذاعي على إذاعة بي بي سي 1 ووصلت الأغنية المنفردة في النهاية للمرتبة 84 على لوائح الأغاني المنفردة لبي بي سي. نتيجة لذلك، نجحت المهمة ووبدأت الفرقة بتوليد الأخبار على الصحف.
بمساعدة البث الإذاعي، بيعت النسخ الأولية بحلول صيف 1979، لذا قامت الإدارة الأولى للفرقة بإعادة إصدار الاسطوانة المطولة بعلامة صفراء وبدون كتف صورة. مع توقيعها مع فونوغرام، أصدرت الأغنية المنفردة من جديد، مع التبديل بين «رايد إنتو ذا سان» و«غيتشا روكس أوف» لأن الأخيرة صارت أكثر شهرة. أعيد إصدار الاسطوانة المطولة مرة أخرى أيضاً في أواخر الثمانينات لأعضاء نادي معجبي ديف ليبارد مع بقاء كتف الصورة موجوداً، وإعادة الأغاني إلى ترتيبها الأصلي، واستبدال العلامة الصفراء بأخرى بيضاء. إصدار «العلامة البيضاء» هو الأكثر انتشاراً والموجود على مواقع المزادات مثل إيباي وأقلها سعراً، لكن سعرها لايزال فوق ال$20.
أعيد تسجيل اثنتين من الأغاني: «غيتشا روكس أوف» و«ذا أوفرتشر» لاسطوانة ديف ليبارد الطويلة الأولى. أعيدت عنونة «غيتشا روكس أوف» المعاد تسجيلها إلى «روكس أوف» لـأون ثرو ذا نايت، واحتوت على جمهور مزيف في خلفية التسجيل. عُلقت «رايد إنتو ذا سان» إلى أن سُجلت نسخة جديدة في 1987 كأغنية الوجه ب للأغنية المنفردة «هستيريا». ظهرت النسخة المعاد تسجيلها لاحقاً على ريترو أكتيف، لكنها كانت مع دبلجات إضافة واستبدال افتتاحية عزف الطبول الانفرادي بمقدمة بيانو من أداء إيان هنتر. النسخة المعاد تسجيلها مسجلة لإليوت، وفيل كولين، وستيف كلارك، وسافج بينما النسخة الأصلية الموجودة على ذا ديف ليبارد إي.بي. مسجلة لإليوت، وبيت ويليس، وكلارك وسافج.

## قائمة الأغاني

### 7" - رقم التصنيف: SRTS/78/CUS232 - المملكة المتحدة
هذا إصدار ب1000 نسخة وعلامة تجارية حمراء داخل القرص
| 1. | "رايد إنتو ذا سان" | جو إليوت، ريك سافج                 | 2:57 |
| 2. | "غيتشا روكس أوف"   | إليوت، بيت ويليس، ستيف كلارك، سافج | 3:44 |

| 1. | "ذا أوفرتشر" | إليوت، ويليس، كلارك، سافج | 7:56 |

### 7" - رقم التصنيف: MSB001 - المملكة المتحدة
هذا الإصدار ب17000 نسخة تقريباً بدون غلاف صوري تحت إدارة مارتن/ستيوارت-براون. إصدار «نادي المعجبين» للعلامة البيضاء يحاكي هذه النسخة لكنه يتضمن أيضاً كتف الصورة.
| 1. | "رايد إنتو ذا سان" | جو إليوت، ريك سافج                 | 2:57 |
| 2. | "غيتشا روكس أوف"   | إليوت، بيت ويليس، ستيف كلارك، سافج | 3:44 |

| 1. | "ذا أوفرتشر" | إليوت، ويليس، كلارك، سافج | 7:56 |

### 7" - رقم التصنيف: 6059240 - المملكة المتحدة
هذه نسخة معاد إصدارها من فيرتيغو
| 1. | "غيتشا روكس أوف"   | إليوت، بيت ويليس، ستيف كلارك، سافج | 3:44 |
| 2. | "رايد إنتو ذا سان" | جو إليوت، ريك سافج                 | 2:57 |

| 1. | "ذا أوفرتشر" | إليوت، ويليس، كلارك، سافج | 7:56 |

## الحقوق

### الموسيقيون
ديف ليبارد
- جو إليوت - الغناء الرئيسي
- بيت ويليس - الإيتار، الغناء المساعد
- ستيف كلارك - الإيتار المساعد
- ريك سافج - غيتار البيس، الإيتار المساعد

موسيقيو الجلسات
- فرانك نون - الطبول

### الإنتاج
- ديف ليبارد - إنتاج
- كيث هيرد - هندسة
- روي نيف - هندسة
- نيك كارترايت - مكس
- ديف جيفري - العمل الفني
- جون وود - التصوير

## روابط خارجية
- ذا ديف ليبارد إي.بي. على موقع أول موفي (الإنجليزية)